# Barbula drummondii
Barbula drummondii là một loài Rêu trong họ Pottiaceae. Loài này được (Mitt.) Milde mô tả khoa học đầu tiên năm 1869.